# Maratecoara
Maratecoara là một chi cá trong họ Aplocheilidae thuộc bộ cá chép răng Cyprinodontiformes gồm các loài cá bản địa của vùng Nam Mỹ

## Các loài
Hiện hành có 04 loài được ghi nhận trong chi này:
- Maratecoara formosa W. J. E. M. Costa & G. C. Brasil, 1995
- Maratecoara gesmonei D. T. B. Nielsen, Martins & Britzke, 2014 [1]
- Maratecoara lacortei Lazara, 1991
- Maratecoara splendida W. J. E. M. Costa, 2007